# Nancy Kovack
Nancy Kovack, nom de scène de Nancy Kovach, est une actrice américaine née le 11 mars 1935 à Flint, Michigan (États-Unis).

## Biographie
Du milieu des années 1950 à la fin des années 1960, elle est une actrice très en vue à Hollywood et renommée pour sa grande beauté.
Au cinéma, elle tient son rôle le plus important en incarnant Médée dans le film de Don Chaffey, Jason et les Argonautes, devenu l'un des classiques du peplum. 
À la télévision, de 1963 à 1973, elle apparaît notamment dans plusieurs épisodes de séries comme L'Homme à la Rolls, Ma sorcière bien-aimée (Sheila, ex-fiancée snob du mari de Samantha), Les envahisseurs et Mannix.  
En 1969, elle épouse le célèbre chef d'orchestre indien Zubin Mehta et se désolidarise petit à petit du monde du cinéma et achève sa carrière au milieu des années 1970 en participant à des séries télévisées.
En 1989, Nancy Kovack engage comme assistante personnelle Susan McDougal (impliquée avec ses associés Bill et Hillary Clinton dans le Scandale du Whitewater en 1979-1980) et s'en sépare en 1992. Elle lui intente un procès pour un  détournement estimé à 150 000 $,. Susan McDougal sera définitivement acquittée des douze charges qui pesaient sur elle.  
Ces dernières années[Depuis quand ?], le couple Mehta séjourne le plus souvent à Hambourg et Berlin.

## Filmographie

### Cinéma
- 1960 : Liaisons secrètes (Strangers When We Meet) de Richard Quine : Marcia
- 1961 : Opération Geishas (Cry for Happy) de George Marshall : Camille Cameron
- 1962 : Fureur à l'ouest (The Wild Westerners) d'Oscar Rudolph : Rose Sharon
- 1963 : L'Étrange Histoire du juge Cordier (Diary of a Madman) de Reginald Le Borg : Odette Mallotte
- 1963 : Jason et les Argonautes (Jason and the Argonauts) de Don Chaffey : Médée
- 1965 : The Outlaws Is Coming de Norman Maurer : Annie Oakley
- 1965 : L'Enquête (Sylvia) de Gordon Douglas : Big Shirley
- 1965 : Le Massacre des sioux (The Great Sioux Massacre) de Sidney Salkow : Libbie Custer
- 1966 : Matt Helm, agent très spécial (The Silencers) : Barbara
- 1966 : Une rousse qui porte bonheur (Frankie and Johnny) de Frederick De Cordova : Nellie Bly
- 1966 : Tarzan and the Valley of Gold de Robert Day : Sophia Renault
- 1966 : Diamond 33 de Dariush Mehrjui
- 1967 : Enter Laughing de Carl Reiner : Linda/Miss B
- 1968 : Shab-e-fereshtegan (The Night of the Angels) de Fereydun Gole
- 1969 : Les Naufragés de l'espace (Marooned) : Teresa Stone

### Télévision
- 1961 : Number Please, série
- 1963-1965 : L'Homme à la Rolls, série : Girl-Girl, Prudence Wrightly, Athelstone Scone et Alistair
- 1963-1966 : Perry Mason, série : Dina Brandt
- 1964-1969 : Ma sorcière bien-aimée (Bewitched), série : Sheila Sommers et Clio Vanita
- 1965-1966 : Des agents très spéciaux, série : Miss Flostone, Victoria Pogue
- 1966 : Vacation Playhouse, série, épisode Off We Go : lieutenant Sue Chamberlain
- 1966 : Batman, série : Queenie
- 1967 : Les Envahisseurs (The Invaders), série, saison 2, épisode 16 Une action de commando (Task Force) : June Murray
- 1968 : Opération vol (It Takes a Thief), série, saison 2, épisode 1 On a volé le mort (One Night on Soledade) : Jaimie
- 1968 : Star Trek, série, saison 2, épisode 19 Guerre et Magie (A Private Little War) : Nona
- 1969-1973 : Mannix, série : Bret Nicols, Angela et Barbara Sonderman
- 1975 : Ellery Queen, série : Monica Gray